# Zelina Vega
Thea Megan Trinidad, meglio conosciuta con il ring name Zelina Vega (New York, 27 dicembre 1990), è una wrestler statunitense sotto contratto con la WWE.
In WWE ha detenuto una volta il Women's United States Championship e una volta il Women's Tag Team Championship insieme a Carmella.. In precedenza era nota come Rosita nella Total Nonstop Action Wrestling dove ha detenuto una volta il TNA Knockouts Tag Team Championship insieme a Sarita.

## Carriera

### Circuito indipendente (2010–2017)

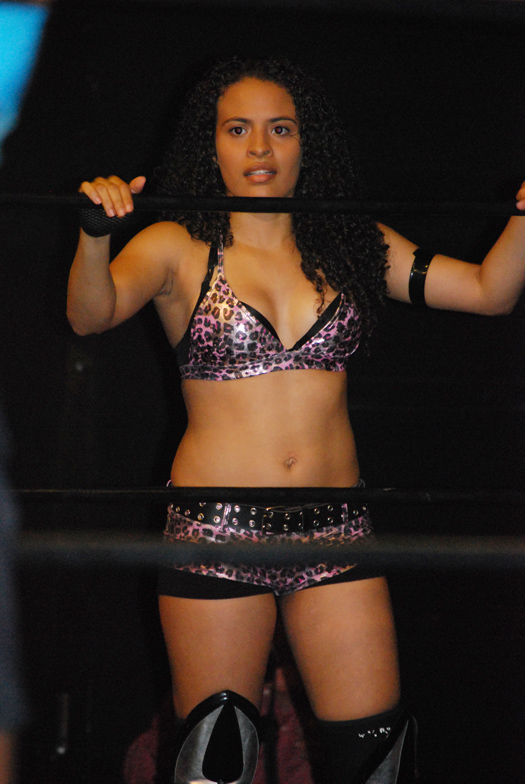
Divina Fly nel 2010

All'età di 17 anni, comincia ad allenarsi al wrestling con Javi-Air, Azrieal e T.J. Perkins. Esordisce con il ring name Divina Fly nella National Wrestling Superstars il 20 febbraio 2010, a Bloomfield, New Jersey, venendo sconfitta da Brittney Savage. Il 21 agosto, Fly lotta contro Niya e perde nuovamente. In seguito Trinidad lotta insieme a Judas Young e Mike Dennis venendo sconfitta da Brittney Savage e Team Supreme (Corvis Fear & Nicky Oceans) in un mixed-tag-team match.
Il 20 febbraio 2010 debutta nella Women Superstars Uncensored come Divina Fly perdendo un match con Brittney Savage. Il 26 giugno 2010, Divina Fly e Niya, collettivamente conosciute come The Fly Girls, sfidano per il titolo WSU Tag Team Championship le campionesse in carica Cindy Rogers e Jana, ma vengono sconfitte.
Alla fine di agosto del 2011, Rosita viaggia in Messico per presenziare a un evento della Consejo Mundial de Lucha Libre, federazione per la quale Sarita lotta regolarmente con il ring name Dark Angel. Durante la sua permanenza in Messico, si allena con Arturo Beristain e Tony Salazar, e le viene offerto un contratto che però la ragazza non può accettare a causa dei legami della TNA con la federazione rivale AAA. Pochi giorni dopo, Rosita appare in un programma televisivo della AAA, Sin Límite, promuovendo una storyline, secondo la quale i wrestler della TNA stanno "invadendo" la compagnia.
Il 14 maggio 2011, Rosita debutta sul ring nella Family Wrestling Entertainment al pay-per-view Meltdown, perdendo contro Winter in un match arbitrato da Christy Hemme. Rosita e Winter si scontrano altre tre volte, la prima volta a Empire City Showdown il 20 agosto, la seconda a Fallout il 15 novembre e la terza il 17 dicembre a Haastility; tutti gli incontri vedono prevalere sempre Winter. Rosita torna nella promozione il 24 marzo 2012 al ppv Welcome to the Rumble, dove sfida senza successo Maria Kanellis per il titolo FWE Women's Championship in un three-way match, al quale partecipa anche Winter che diventa la nuova campionessa.
Il 6 maggio 2015, la Global Force Wrestling annuncia Trinidad come parte del suo roster. Esordisce nella compagnia il 12 giugno 2015, sconfiggendo Lei'D Tapa a Jackson, Tennessee. Tuttavia, il 20 agosto 2015, il suo profilo viene rimosso dal sito web della GFW.
Il 17 luglio 2015 Trinidad debutta nella Ring of Honor facendo da manager ad Austin Aries. Il 2 settembre 2016, entra nella Shine Wrestling, esordendo all'evento Shine 37, dove sconfigge Stormie Lee. Il 20 settembre 2016 debutta nella World Wonder Ring Stardom, sconfiggendo Kris Wolf.

### Total Nonstop Action Wrestling (2010–2013)

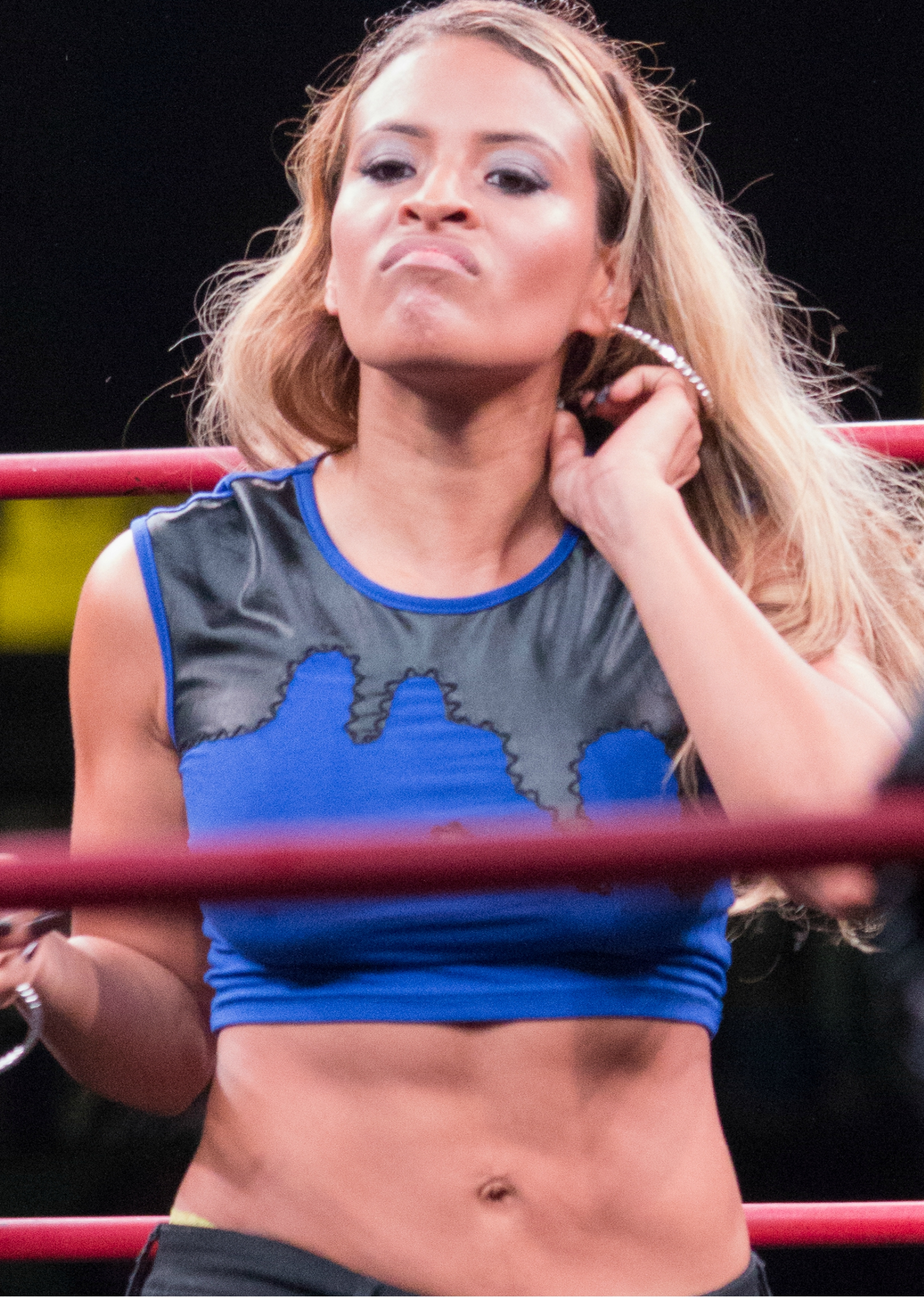
Rosita nel 2015

Dopo essere stata scoperta da Tommy Dreamer, la Trinidad lotta un tryout match per la Total Nonstop Action Wrestling durante un episodio di Xplosion del 20 gennaio 2011, prendendo parte ad un dark match contro Angelina Love, subendo una sconfitta. Il 27 gennaio, viene annunciato che Megan ha firmato un contratto con la federazione. Il suo debutto avviene nella puntata di Impact del 10 febbraio, sotto il ring name di Rosita interpretando nella storyline il ruolo della cugina di Sarita, lottando in un 8 Knockouts Tag team match insieme a Madison Rayne e Tara, contro la squadra composta da Mickie James, Winter e le Beautiful People (Angelina Love e Velvet Sky), effettuando lo schienamento vincente sulla Sky, ottenendo così anche la sua prima vittoria, stabilendosi in questo modo come heel. Nella puntata di Impact del 17 febbraio, Rosita e Sarita hanno sconfitto le Beautiful People, ottenendo in questo modo una chance per sfidare le campionesse di coppia Angelina Love e Winter per i TNA Knockouts Tag Team Championship. Il 13 marzo, a Victory Road, Rosita e Sarita sconfiggono Angelina Love e Winter, conquistando i TNA Knockouts Tag Team Championship per la prima volta, proclamando successivamente che questa vittoria sfocerà nel dominio dei messicani nell'intera compagnia. A Impact del 17 marzo, Rosita e Sarita formano un'alleanza con il cugino Hernandez chiamata Mexican America; successivamente, i tre vengono sconfitti in un 6 Person Tag team match da Angelina Love, Winter e Matt Morgan. Il 24 marzo i Mexican America presentano Anarquia come nuovo membro della stable. Dopo alcune difese, nella puntata di Impact del 21 luglio, Rosita e Sarita perdono i titoli contro le TnT, dopo 129 giorni di regno.
Successivamente, Rosita e Sarita rimangono per lungo periodo inattive, mentre Anarquia lascia la compagnia ed Hernandez effettua un turn face, sciogliendo ufficialmente la stable Mexican America. Il 9 gennaio 2013 Megan lascia la TNA dopo la scadenza del contratto.
Il 14 febbraio 2015, la Trinidad fa il suo ritorno in TNA prendendo parte al One Night Only: Knockouts Knockdown 2015, mandato in onda il 1º luglio, lottando con il suo vero nome Thea Trinidad, e sconfiggendo Angelina Love per count out, qualificandosi alla Gauntlet Battle Royal per decretare la Queen of the Knockouts, dove però viene eliminata per prima da Havok.

### WWE (2017–2020)

#### Manager di Andrade (2017–2020)

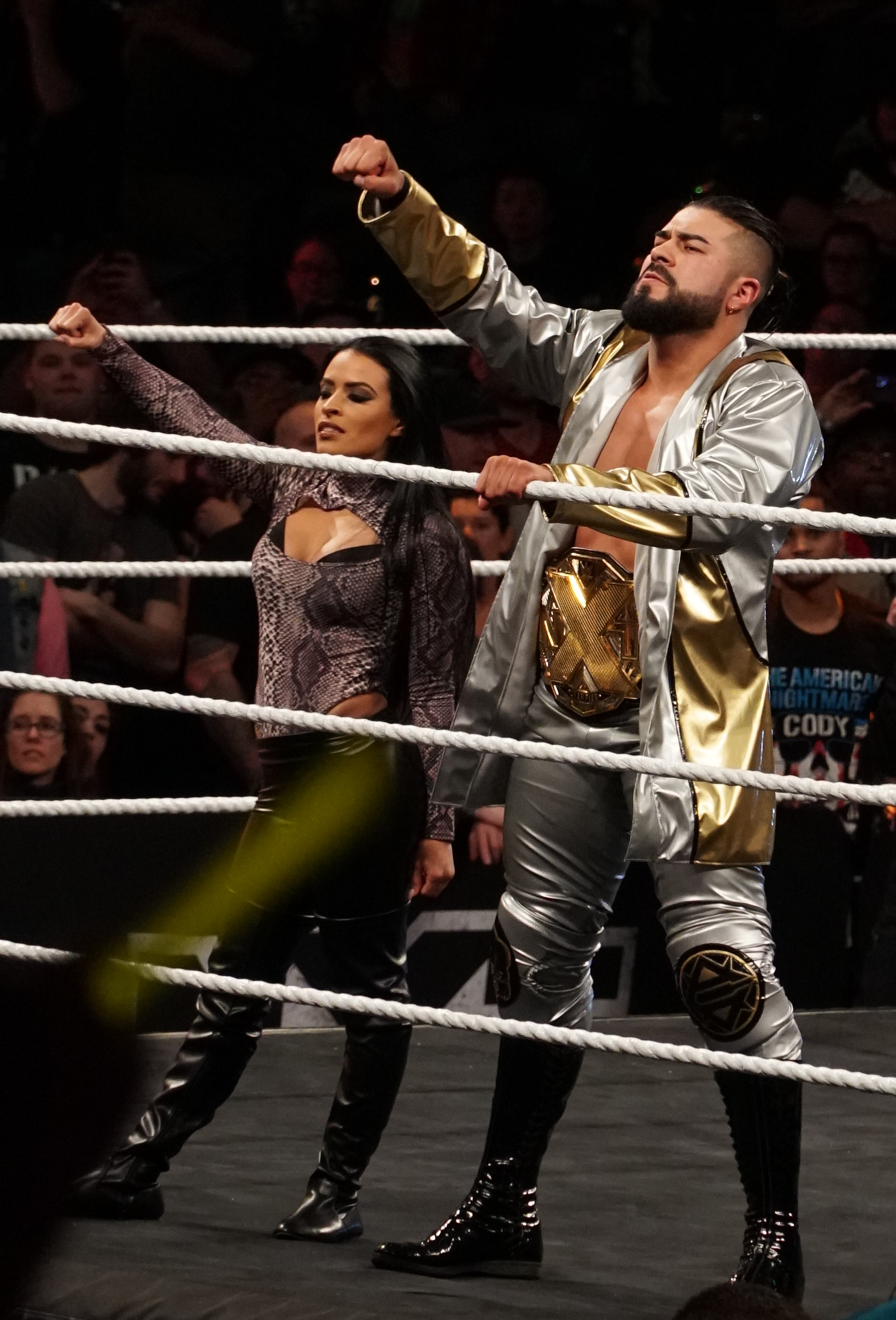
Zelina Vega con Andrade nel 2018

Nel luglio 2017, firma un contratto con la WWE e viene mandata nel roster di NXT. Fa la sua prima apparizione nella puntata di NXT del 9 giugno, dove si confronta con Andrade "Cien" Almas circa il suo comportamento per poi schiaffeggiarlo. Il 19 luglio accompagna Almas mentre attacca Cezar Bononi, ma si ritira all'intervento di No Way Jose. Il 18 novembre a NXT TakeOver: WarGames, Zelina ha accompagnato Almas nel suo match contro Drew McIntyre per l'NXT Championship, dove ha interferito con una hurricanrana su McIntyre, fallendo alla prima occasione, per poi riuscirci successivamente aiutando Almas a vincere la cintura. Il 27 gennaio a NXT TakeOver: Philadelphia, durante il match per l'NXT Championship tra Andrade Cien Almas e Johnny Gargano, Zelina interviene ed esegue una diving hurricarana su Gargano, ma viene in seguito attaccata dalla moglie di Gargano, Candice LeRae; tuttavia, Almas vince il match e rimane campione. Il 28 gennaio, alla Royal Rumble, Zelina ha la sua prima apparizione nel main roster accompagnando Almas entrato con il numero 7 durante il Royal Rumble match, dove ha eliminato Kofi Kingston, ma è stato poi eliminato da Randy Orton. Zelina Vega compie il suo debutto sul ring il 3 febbraio, dove lei ed Almas vengono sconfitti da Johnny Gargano e Candice LeRae. Il 7 aprile a NXT TakeOver: New Orleans, Andrade perde l'NXT Championship contro Aleister Black, nonostante Zelina avesse provato ad aiutare il suo assistito. Nella puntata di NXT del 18 aprile, Zelina è stata accompagnata da Almas durante il suo primo match televisivo, dove è stata sconfitta da Candice LeRae; questa si rivelerà essere l'ultima apparizione per Zelina ed Almas ad NXT.
Per effetto del draft del 17 aprile 2018, Zelina e Andrade sono passati al roster di SmackDown. Zelina ha fatto la sua prima apparizione nella puntata di SmackDown del 15 maggio, accompagnando Almas in un match contro un jobber locale, uscendone vincitore. Il 31 luglio a SmackDown, Vega ebbe il suo primo match nel brand, sconfiggendo Lana. In coppia con Almas sconfisse Lana e Rusev a SummerSlam. All'evento Evolution del 28 ottobre, Vega prese parte alla battle royal per un futuro incontro per il titolo, ma venne eliminata da Nia Jax. A WrestleMania 35, prese parte alla Women's Battle Royal.
Successivamente Zelina e Andrade furono spostati a Raw. Vega assiste Andrade nei suoi match e lo aiuta a mantenere lo United States Championship in varie occasioni. Alla Royal Rumble match femminile dell'omonimo pay-per-view, entra con il numero 25 e viene eliminata da Shayna Baszler. Con Andrade e il suo nuovo tag team partner Angel Garza che litigano costantemente l'uno con l'altro, Vega conclude il suo rapporto da manager con i due.
Il 14 settembre a Raw interrompe le celebrazioni della vittoria di Asuka su Mickie James, cominciando un feud con la giapponese. Una settimana dopo a Raw, Vega sconfigge Mickie James aggiudicandosi l'opportunità di un title match con Asuka per il Raw Women's Championship da disputarsi a Clash of Champions. Zelina Vega perde il match per sottomissione.
Per effetto del Draft in ottobre, Vega passa a SmackDown.
Il 13 novembre 2020 è stata licenziata.

### Ritorno in WWE (2021-presente)

#### Queen Zelina (2021–2022)
Zelina Vega tornò in WWE nella puntata di SmackDown del 2 luglio 2021, annunciata da Sonya Deville come partecipante al Money in the Bank femminile; quella stessa sera, affrontò Liv Morgan venendo sconfitta. Il 18 luglio, a Money in the Bank, Zelina partecipò all'omonimo incontro femminile assieme a Alexa Bliss, Asuka, Liv Morgan, Natalya, Nikki A.S.H. e Tamina ma il match venne vinto da Nikki. Il 2 ottobre, per effetto del Draft, Zelina passò al roster di Raw. Prima di ciò, tuttavia, Zelina prese parte al Queen's Crown Tournament sconfiggendo a SmackDown dapprima Liv Morgan e poi Carmella. Il 21 ottobre, a Crown Jewel, sconfisse Doudrop vincendo il torneo; da quel giorno iniziò a farsi chiamare Queen Zelina. Nella puntata di Raw del 22 novembre Zelina e Carmella vinsero il Women's Tag Team Championship sconfiggendo Nikki A.S.H. e Rhea Ripley. Nella puntata di Raw del 3 gennaio Zelina e Carmella mantennero le cinture contro Nikki e Rhea. A WrestleMania 38, Carmella e Queen Zelina difesero le cinture contro Liv Morgan e Rhea Ripley, Sasha Banks e Naomi e Natalya e Shayna Baszler in un Fatal four-way tag team match ma il match è stato vinto da Naomi e dalla Banks, che divennero quindi le nuove campionesse. Nella puntata di Raw del 4 aprile Queen Zelina accusa Carmella di essere la causa della perdita dei loro titoli e la attacca, segnando così la fine della loro alleanza.

#### Legado del Fantasma e Latino World Order (2022–2025)
Nella puntata di SmackDown del 7 ottobre Zelina fece il suo ritorno affiancando Cruz Del Toro, Joaquin Wilde e Santos Escobar del Legado del Fantasma, e insieme debuttarono nel main roster attaccando l'Hit Row (Ashante "Thee" Adonis, B-Fab e Top Dolla). Alla Royal Rumble del 28 gennaio 2023, Zelina Vega è entrata nel Royal Rumble match femminile al numero 21. Ha eliminato Xia Li prima di essere eliminata da Lacey Evans. Nella puntata del 10 marzo di SmackDown, Zelina Vega e gli altri membri del Legado del Fantasma si unirono a Rey Mysterio nella faida contro il Judgment Day, diventando face per la prima volta in sei anni. Nella puntata del 31 marzo di SmackDown Rey Mysterio riformò il Latino World Order invitando i membri del Legado del Fantasma a unirsi in segno di apprezzamento per averlo aiutato nella faida contro suo figlio, Dominik e il Judgment Day. Il 6 maggio, a Backlash, non riuscì a conquistare lo SmackDown Women's Championship contro Rhea Ripley nonostante una buona prestazione. Il 1º luglio, a Money in the Bank, partecipò all'omonimo incontro femminile che comprendeva anche Bayley, Becky Lynch, Iyo Sky, Trish Stratus e Zoey Stark ma il match venne vinto da Sky. Il 25 agosto, a SmackDown, affrontò Iyo Sky per il Women's Championship ma venne sconfitta.
Il 27 gennaio, a Royal Rumble, partecipò all'omonimo incontro entrando col numero 17 ma venne eliminata da Shayna Baszler e Zoey Stark. Nella puntata di SmackDown del 16 febbraio venne sconfitta da Tiffany Stratton, non riuscendo a qualificarsi per l'elimination chamber match.
Il 28 gennaio del 2025 passa a SmackDown lasciando il LWO.

#### Competizione singola e Women's United States Champion (2025–presente)
In seguito al trasferimento nello show blu, punta il WWE Women's United States Championship detenuto da Chelsea Green, che è riuscita a conquistare il 25 aprile a SmackDown.

## Vita privata
Thead Trinidad è sposata dal 2018 con il collega Tom Budgen, meglio noto come Aleister Black.
Durante un'intervista rilasciata nel 2011, ha rivelato che suo padre è deceduto durante gli attentati terroristici dell'11 settembre 2001.

## Personaggio

### Mosse finali
- Double knee backbreaker
- Sunset flip powerbomb
- Jumping cutter – 2010–2017

### Soprannomi
- "The Brain Behind El Ídolo"
- "La Muñeca"
- "The Queen"

## Titoli e riconoscimenti
- Pro Wrestling Illustrated
  - Inspirational Wrestler of the Year (2011)
  - 30ª tra le 50 migliori wrestler femminili nella PWI Female 50 (2011)
- Sports Illustrated
  - 30ª tra le 30 migliori wrestler dell'anno (2018)
- Total Nonstop Action Wrestling
  - TNA Knockouts Tag Team Championship (1) – con Sarita
- WWE
  - WWE Women's United States Championship (1)[28]
  - WWE Women's Tag Team Championship (1)[2] – con Carmella
  - Queen of the Ring (2021)[29]

## Altri media

### Filmografia
- Le streghe di Oz ('The Witches of Oz), regia di Leigh Scott (2011)
- Una famiglia al tappeto (Fighting with My Family), regia di Stephen Merchant (2019)